# Waldmühlen
Waldmühlen là một đô thị trong huyện Westerwald bang Rheinland-Pfalz thuộc nước Đức. Đô thị Waldmühlen có diện tích 3,1 km², dân số là 358 người (31/12/2006).